# چاه ماری (خنج)
چاه ماری (خنج)، روستایی از توابع بخش مرکزی شهرستان خنج در استان فارس ایران است.

## جمعیت
این روستا در دهستان سیف‌آباد قرار دارد و بر اساس سرشماری مرکز آمار ایران در سال ۱۳۸۵، جمعیت آن ۱۶ نفر (۵ خانوار) بوده‌است.